# Arkadiusz Wudarski (prawnik)
Arkadiusz Wudarski (ur. 7 grudnia 1972, zm. 1 lutego 2025 na Aconcagui) – polski prawnik, dr hab. nauk prawnych, profesor uczelni Instytutu Nauk Prawnych Wydziału Prawa i Administracji Uniwersytetu Zielonogórskiego, profesor Uniwersytetu Europejskiego Viadrina we Frankfurcie nad Odrą.

## Życiorys
Był absolwentem Uniwersytetu Śląskiego w Katowicach, w 2018 uzyskał stopień doktora habilitowanego. Został zatrudniony na stanowisku profesora nadzwyczajnego w Katedrze Prawa Cywilnego, Postępowania Cywilnego oraz Komparatystyki Prawa Prywatnego na Wydziale Prawa i Administracji Uniwersytetu Zielonogórskiego i w Instytucie Administracji na Wydziale Nauk Społecznych Akademii im. Jana Długosza w Częstochowie.
Był kierownikiem Katedry Prawa Cywilnego, Postępowania Cywilnego oraz Komparatystyki Prawa Prywatnego Wydziału Prawa i Administracji Uniwersytetu Zielonogórskiego.
Awansował na stanowisko profesora na Uniwersytecie Europejskim Viadrina we Frankfurcie nad Odrą i profesora uczelni w Instytucie Nauk Prawnych na Wydziale Prawa i Administracji Uniwersytetu Zielonogórskiego.
W latach 2013–2016 był sekretarzem generalnym, w latach 2016–2019 wiceprezesem Societas Humboldtiana Polonorum. Uprawiał ultramaraton.
Zmarł 1 lutego 2025 w argentyńskich Andach, podczas wspinaczki na Aconcaguę, na wysokości 6600 m n.p.m. (ok. 300 metrów poniżej szczytu). Pochowany został na Cmentarzu Kule w Częstochowie.

## Wyróżnienia
- 2019: Nagroda Prezesa Rady Ministrów[7]